# Asthenargoides kurenstchikovi
Asthenargoides kurenstchikovi là một loài nhện trong họ Linyphiidae.
Loài này thuộc chi Asthenargoides. Asthenargoides kurenstchikovi được Kirill Yuryevich Eskov miêu tả năm 1993.